# Assassinato de Cherish Perrywinkle
Cherish Lily Perrywinkle (24 de dezembro de 2004 - 22 de junho de 2013) era uma menina de 8 anos de Jacksonville, Flórida, que foi sequestrada de um Walmart em 21 de junho de 2013.  Ela foi vista nas câmeras CCTV saindo da loja com um homem chamado Donald James Smith (nascido em 4 de setembro de 1956), que mais tarde foi condenado por seu assassinato e sentenciado à morte. 

## Vida e assassinato
Cherish Lily Perrywinkle nasceu em Jacksonville, Flórida, na véspera de Natal de 2004, filha de Rayne Perrywinkle e Billy Jarreau, que nunca foram casados e tiveram batalhas pela custódia. 
Em 21 de junho de 2013, por volta das 20h, Rayne, Cherish e suas duas irmãs mais novas foram às compras quando conheceram Donald Smith em um Dollar General, onde ele se ofereceu para comprar roupas que não podiam comprar com um vale-presente de US$ 150 do Walmart. Os Perrywinkles então entraram em sua van branca e foram com ele ao Walmart, onde fizeram compras pelas próximas 2 horas. Às 22h30, Smith se ofereceu para comprar cheeseburgers no McDonald's da loja e Cherish o seguiu. No entanto, imagens de vigilância mostram que eles saíram da loja, que foi a última vez que Cherish foi visto vivo. Cerca de meia hora depois, Rayne ligou para a polícia para relatar que sua filha havia sido sequestrada; um alerta Amber foi emitido cinco horas depois.  Na manhã seguinte, o corpo de Cherish foi encontrado em um riacho atrás da Igreja Batista Highlands. Acredita-se que Smith a amarrou na traseira de sua van, onde ela foi abusada sexualmente e estrangulada até a morte. 

## Prisão de Smith
A polícia identificou imediatamente Smith como o sequestrador, sendo sua van um dos principais focos. Por volta das 9h do dia seguinte, os policiais viram sua van na interestadual e o encurralaram antes que ele se rendesse e fosse imediatamente preso. Smith era conhecido pela polícia como um criminoso sexual local com um longo histórico criminal, incluindo vários crimes contra menores. Ele havia sido libertado da prisão apenas três semanas antes do assassinato de Cherish. 

## Julgamento
O julgamento de Smith começou em fevereiro de 2018. Ele foi considerado culpado de assassinato em primeiro grau e agressão sexual e foi condenado à morte em maio de 2018. Os jurados choraram depois de testemunhar fotos do assassinato na cena do crime enquanto a defesa tentava suprimir as imagens. Julie Schlax, a advogada de defesa, pediu aos jurados que se concentrassem na lei e não nas suas emoções cruas.  
Em abril de 2021, Smith tentou, sem sucesso, apelar da sentença. 

## Trabalhos citados e leituras adicionais
- Crewe, Sabrina (2015). The FBI and Crimes Against Children. Pennsylvania: Mason Crest Publishers Inc. ISBN 978-1-422-20570-9
- Douglas, John; Olshaker, Mark (2012). The Cases That Haunt Us. New York: Scribner. ISBN 978-0-743-21239-7
- Petherick, Wayne; Petherick, Natasha (2015). Homicide. London: Academic Press. ISBN 978-0-128-12529-8
- Prentky, Robert A.; Barbaree, Howard E.; Janus, Eric S. (2015). Sexual Predators: Society, Risk, and the Law. Oxfordshire: Taylor & Francis. ISBN 978-0-415-87045-0
- Ramsland, Katherine; McGrain, Patrick N. (2009). Inside the Minds of Sexual Predators. Santa Barbara: ABC-CLIO. ISBN 978-0-313-37960-4
- Richards, Cara (2000). The Loss of Innocents: Child Killers and Their Victims. Washington: Scholarly Resources. ISBN 978-0-520-28287-2
- Rinek, Jeffrey L.; Strong, Marilee (2018). In the Name of the Children: An FBI Agent's Relentless Recruit of America's Worst Predators. London: Quercus Editions Ltd. ISBN 978-1-529-40188-2